# Штиубеј (Долж)
Штиубеј (рум. Știubei) насеље је у Румунији у округу Долж у општини Вела. Oпштина се налази на надморској висини од 207 m.

## Становништво
Према подацима из 2002. године у насељу је живело 188 становника, од којих су сви румунске националности.